# Przesłanki dopuszczalności procesu karnego
Przesłanki dopuszczalności procesu karnego – okoliczności warunkujące dopuszczalność rozpoczęcia i kontynuowania procesu karnego.

## Koncepcje przesłanek
W literaturze prawniczej wyróżnia się trzy koncepcje przesłanek procesowych:
- przesłankami są wyłącznie przesłanki procesowe sensu stricto, czyli wyłącznie okoliczności o charakterze czysto procesowym, które wyłączają możliwość rozpatrywania sprawy in meritum, czyli o przedmiocie procesu[2];
- przesłankami są warunki dopuszczalności procesu prawne (formalne i materialne) i faktyczne, ale wyłącznie niezależne od dowodów w sprawie (np. śmierć oskarżonego);
- przesłankami są przesłanki procesowe i materialne oraz prawne i faktyczne.

Powszechnie przyjmowany jest pogląd trzeciej grupy.

## Rodzaje przesłanek
Wyróżnia się przesłanki:
- dodatnie (pozytywne) i ujemne (negatywne): przesłanki dodatnie to okoliczności warunkujące wszczęcie i kontynuację procesu, a ujemne to okoliczności skutkujące niedopuszczalnością procesu,
- ogólne i szczególne: przesłanki ogólne to okoliczności warunkujące każde postępowanie, a szczególne to okoliczności występujące dodatkowo, obok ogólnych, aby mogło być prowadzone postępowanie w trybach szczególnych,
- bezwzględne (absolutne) i względne (relatywne): przesłanki bezwzględne to przesłanki, których brak nie może być konwalidowany, a względne to przesłanki, których brak może być konwalidowany,
- formalne, materialne i mieszane: przesłanki formalne to okoliczności, których znaczenie wyczerpuje się na gruncie prawa procesowego, przesłanki materialne to okoliczności, których znaczenie wyczerpuje się na gruncie prawa materialnego, a przesłanki mieszane to okoliczności, których znaczenie wyczerpuje się na gruncie prawa materialnego, jednak wpływ na odpowiedzialność karną wywierają tylko w drodze procesowej.

## Prawo polskie
W art. 17 § 1 kodeksu postępowania karnego z 1997 roku zamieszczono otwarty katalog przesłanek procesowych wyrażonych od strony negatywnej. Ustawa stanowi również o skutku zaistnienia takiej przesłanki (nie wszczyna się postępowania, a wszczęte umarza). Oprócz wymienionych w tym przepisie przesłanek istnieją jeszcze inne, np. abolicja i amnestia.